# San Ramón, Chile
San Ramón este un oraș și comună din provincia Santiago, regiunea Metropolitană Santiago, Chile, cu o populație de 94.906 locuitori (2012) și o suprafață de 6,5 km2.